# Purim
La festa del Purim (en hebreu: פורים) és una festa secundària dins el judaisme, però molt popular. Prové del llibre bíblic d'Ester. Commemora l'alliberament dels jueus de l'extermini a què els havia condemnat Haman, el ministre plenipotenciari del Rei Assuer de Pèrsia durant el regnat de la dinastia aquemènida.
Es creu que aquest monarca podria ser el sobirà Xerxes I de Pèrsia i que va regnar des de l'any 486 aC fins al 465 aC.
El nom de Purim segons la Bíblia prové del sorteig que va fer Haman per tal d'establir el dia del genocidi del poble jueu. La festa fou instituïda per Mardoqueu i aquesta té lloc el 14 d'adar, data que sol correspondre amb el mes de febrer o març. A banda de la lectura que es fa del Llibre d'Ester en la sinagoga (matí i tarda) ha esdevingut molt popular l'intercanvi de regals entre veïns i amics.